# تشيري سميث
تشيري سميث (بالإنجليزية: Cherry Smith)‏ هي مغنية جامايكية، ولدت في 22 أغسطس 1943 في كينغستون في جامايكا، وتوفيت في 24 سبتمبر 2008 في ميامي في الولايات المتحدة.

## وصلات خارجية
- تشيري سميث على موقع ميوزك برينز (الإنجليزية)
- تشيري سميث على موقع ديسكوغز (الإنجليزية)